# Charles Crichton
Charles Ainslie Crichton, född 6 augusti 1910 i Wallasey i Merseyside, död 14 september 1999 i South Kensington i London, var en brittisk filmregissör, filmklippare och manusförfattare.

## Filmografi (i urval)
- 1935 – Bosambo - djungelns härskare (filmklippning)
- 1936 – Tider skola komma (filmklippning)
- 1940 – Tjuven i Bagdad (filmklippning)
- 1945 – Skuggor i natten (regi)
- 1947 – Joe och gänget (regi)
- 1949 – Massor av whisky (filmklippning)
- 1951 – Jag stal en miljon (regi)
- 1952 – Jagad (regi)
- 1953 – Blixten från Titfield (regi)
- 1965–1969 – The Avengers (TV-serie) (regi, fem avsnitt)
- 1979–1982 – Dick Turpin (TV-serie) (regi, tio avsnitt; manus, ett avsnitt)
- 1988 – En fisk som heter Wanda (manus och regi)